# Petite harpe de Durango
 (avril 2011).
Si vous disposez d'ouvrages ou d'articles de référence ou si vous connaissez des sites web de qualité traitant du thème abordé ici, merci de compléter l'article en donnant les références utiles à sa vérifiabilité et en les liant à la section « Notes et références ».
La petite harpe de Durango (arpa chica de Durango ou arpa durangueña)  est une harpe traditionnelle mexicaine jouée dans l'État de Durango,,,,.

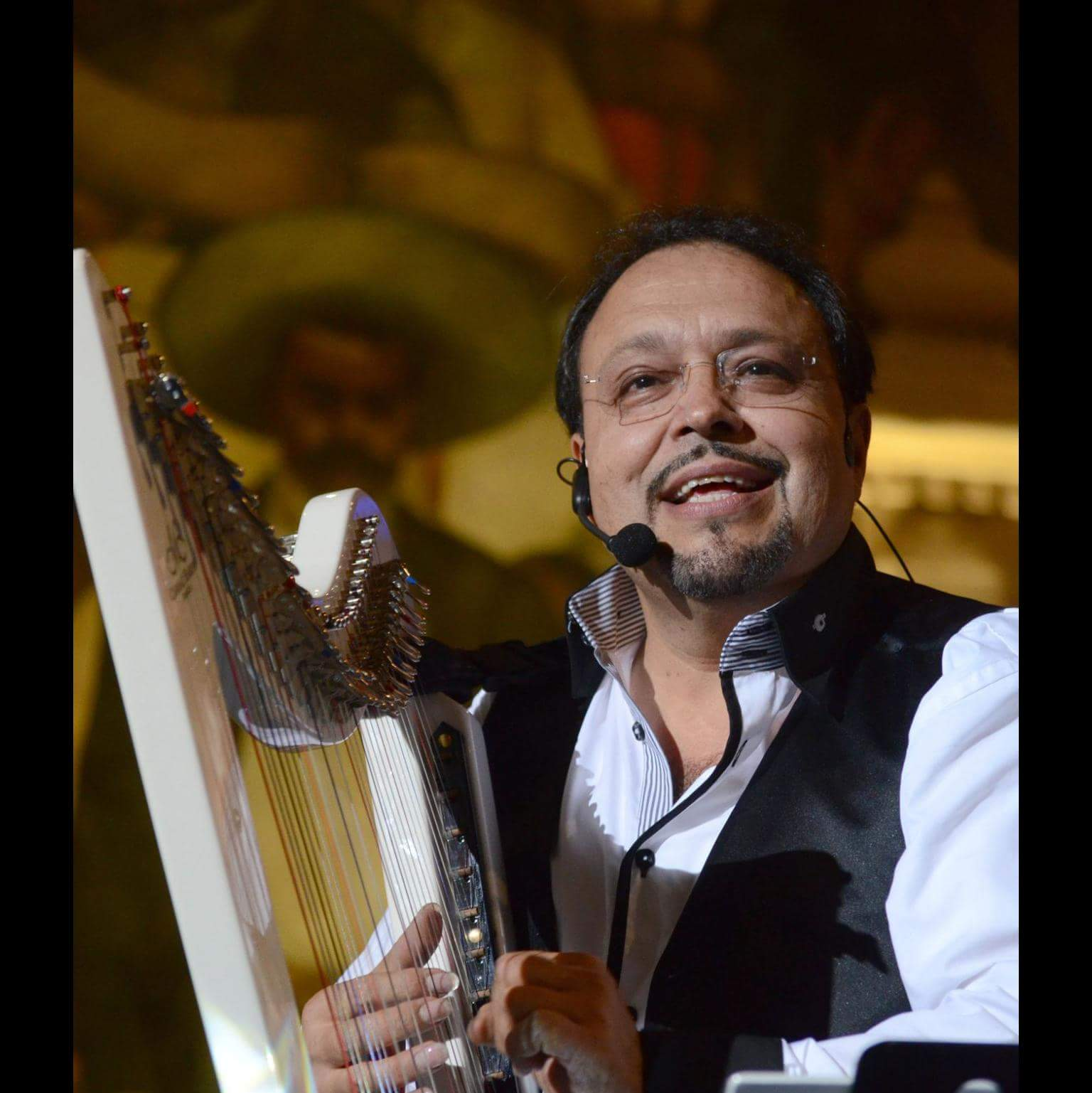
Saul Sepulveda jouant de la harpe de et à Durango.

## Facture
Elle mesure 1,20 mètre de haut.

## Jeu
Elle se joue assis et est posée sur 3 pieds. Elle est proche de la petite harpe de Zacatecas de l'État de Zacatecas à l'exception de certains détails de construction.

Avant l'introduction de la trompette, c'était le premier instrument des groupes de mariachi de Durango. Elle tomba quelque peu dans l'oubli et seuls des passionnés l'ont maintenu "en vie".

Arturo Lugo Navarrete était un musicien professionnel de la petite harpe de Durango.

Depuis 2004, l'association des harpistes de Durango travaille pour la restauration et la promotion de cette harpe.